# Heinrich Biber
Heinrich Ignaz Franz Biber, od povýšení do šlechtického stavu roku 1690 Biber von Bibern (12. srpna 1644, Stráž pod Ralskem – 3. května 1704, Salcburk) byl český barokní hudební skladatel a houslový virtuos německé národnosti. Jeho skladatelským oborem byla jak duchovní, tak světská hudba. Přední místo mezi jeho skladbami zaujímá cyklus zvaný Růžencové sonáty. Byl prvním houslistou zámecké kapely v Kroměříži a od roku 1684 kapelníkem salcburského dvorního orchestru.

## Život

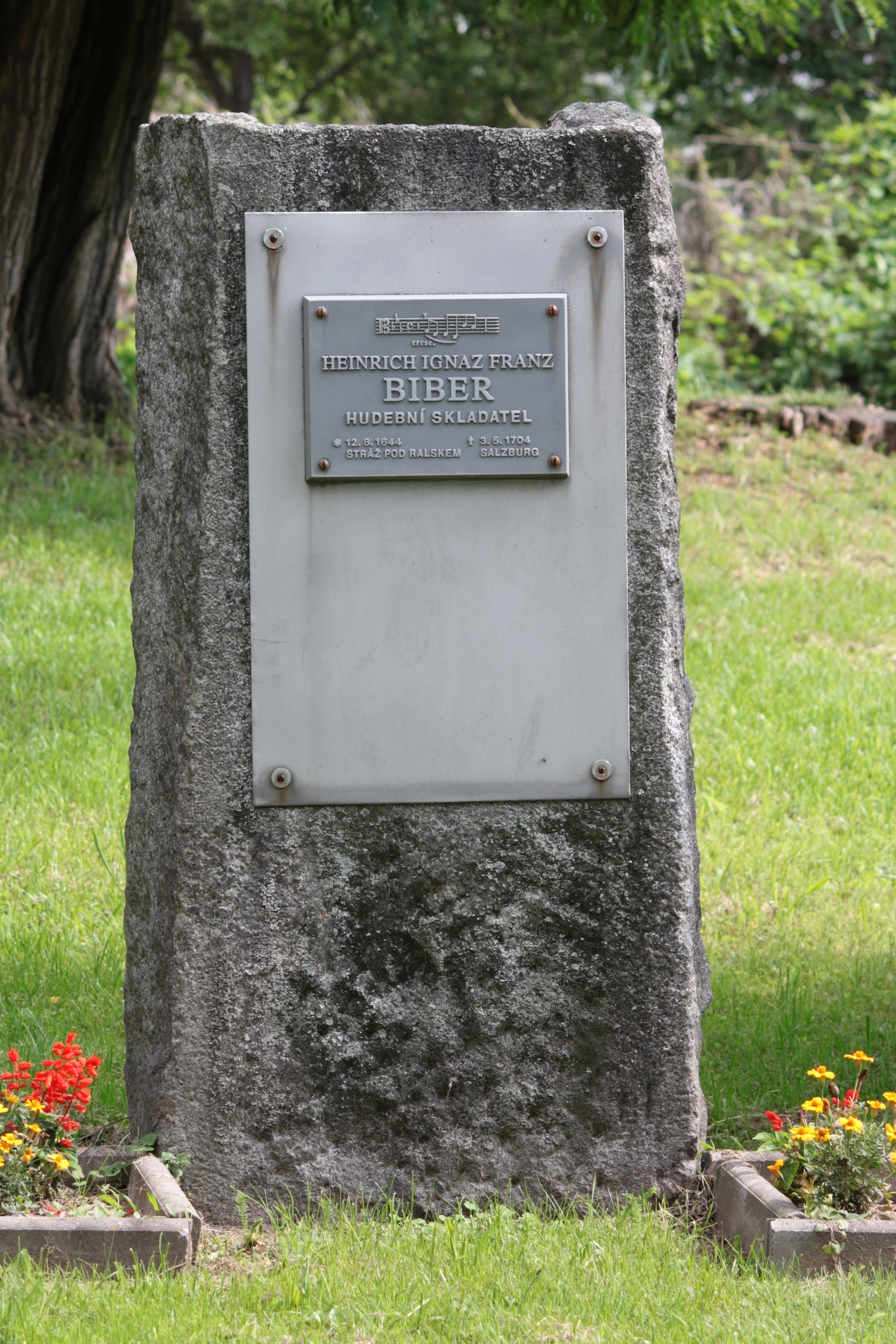
Deska v rodné Stráži pod Ralskem

Základy hudebního vzdělání mohl získat ve svém rodišti u varhaníka Wieganda Knöffela. Později pravděpodobně studoval na jezuitském gymnáziu v Opavě, kde se poznal s jiným významným českým hudebním skladatelem Pavlem Josefem Vejvanovským. Jeho nejstarší dochovaná skladba Salve Regina pro soprán, housle, gambu a varhany pochází z roku 1663. Nejpozději od roku 1668 působil v biskupské kapele v Olomouci a Kroměříži, v níž Pavel Josef Vejvanovský hrál na trubku.
Ve službách olomouckého biskupa Karla II. z Lichtenštejna-Kastelkornu nezůstal dlouho. Bez dovolení svého zaměstnavatele se nevrátil z cesty do Innsbrucku a v Rakousku si našel nové místo: roku 1670 jej angažoval salcburský arcibiskup, hrabě Max Gandolph von Kuenburg. Roku 1678 se Biber stal jeho vicekapelníkem a po smrti svého předchůdce Andrease Hofera získal roku 1684 místo kapelníka.
Dne 30. května 1672 se v Hellbrunnu u Salcburku oženil. Se svou ženou Marií rozenou Weissovou pak měl 11 dětí, z nichž pouze čtyři se dožily dospělosti. Tři se staly hudebníky: Jeho syn Carl Heinrich Biber (1681–1749) roku 1715 rovněž dosáhl kapelnického postavení ve službách salcburského biskupa, zatímco starší Anton Heinrich (1679–1742) tamtéž působil jako houslista. Obě dcery Cäcilia (narozená 1674) a Anna Magdalena (1677–1742) se staly jeptiškami, druhá jmenovaná se pod řeholním jménem Maria Rosa Henrica stala vedoucí sboru a kapely klášteru benediktinek v Nonnbergu.
Svými současníky byl, vedle své skladatelské práce, hodnocen i jako významný houslový virtuos, třebaže není známo, že by koncertoval jako sólista. Za jeho skladby ho císař Leopold I. roku 1690 povýšil do šlechtického stavu, takže se skladatel od té doby mohl psát „Biber von Bibern“, což znamenalo výrazný společenský vzestup. Dosáhl tehdy měsíčního příjmu 60 zlatých vedle bezplatného bydlení, vína, chleba a palivového dřeva.

## Dílo
Biberova houslová hudba byla pravděpodobně ovlivněna na jedné straně italskou tradicí Marca Uccelliniho a Carla Fariny. Na druhé straně pak rodící se německou polyfonní tradicí, jako příklad Johann Heinrich Schmelzer, který mohl být Biberovým učitelem.
Jeho rozsáhlé dílo a obliba specifických harmonických postupů do jisté míry předznamenaly pozdější směry v barokní hudbě, které poté došly plného uplatnění v dílech Johanna Pachelbela či Johanna Sebastiana Bacha. Byl znám též jako houslový virtuos, což se projevilo i v jeho skladbách pro tento nástroj, v nichž často používá nekonvenční ladění (skordaturu – přeladění strun). Jeho technika levé ruky a smyčce byla mnohem vyspělejší než u soudobých italských skladatelů. Vynikal také v kontrapunktu, často psal plně polyfonní textury s velkým využitím vícehlasů. Velká část Biberovy hudby využívá různé formy číselné symboliky, afekty, programové prostředky atd.
Během druhé poloviny 17. století byl Biber spolu se skladateli drážďánské školy (Johann Jakob Walther a Johann Paul von Westhoff) považován za jednoho z nejlepších a nejvlivnějších houslistů v Evropě.

### Instrumentální skladby
- Růžencové sonáty
- Sonata representativa
- Sonata La battalia
- Sonata di Rosa
- Sonatae tam aris quam aulis servientes
- Mensa sonora
- 8 sonát pro housle a basso continuo
- 12 sonát Fidicinium sacroprofanum
- 7 triových sonát Harmonia artificioso-ariosa: diversi mode accordata

### Vokální skladby
- Missa Christi resurgentis
- Missa Salisburgensis
- Plaudite tympana (motet)
- Applausi festivi di Giove (kantáta)
- Li trofei della fede cattolica (kantáta)
- Alessandro in Pietra (opera)
- Chi la dura la vince (opera)
- Requiem in A
- Requiem in F minor
- Missa Bruxellensis (pro 23 nezávislých nástrojových a vokálních partů)
- Missa Sancti Henrici (1697)
- Trattenimento musicale del'ossequio di Salisburgo (kantáta)